# 저스트 라이크 헤븐
《저스트 라이크 헤븐》(영어: Just like Heaven)은 2005년에 개봉한 미국의 로맨틱 코미디 영화로, 프랑스 소설 <천국 같은>(1999)이 원작이다. 마크 워터스가 연출하고, 리스 위더스푼, 마크 러펄로가 주연하였다.

## 줄거리
샌프란시스코 응급실 의사 엘리자베스는 소개팅을 가던 중 교통 사고를 당한다.
3개월 후 아내를 잃은 조경사 데이비드가 엘리자베스의 아파트를 전대한다. 데이비드는 그곳에서 본인이 누구인지 기억하지 못하는 엘리자베스를 만난다. 엘리자베스는 물체를 통과하며, 데이비드만이 엘리자베스를 인지한다.
둘은 갖은 우여곡절 끝에 엘리자베스가 유령이 아니라 혼수상태에 빠진 의사라는 걸 알게 된다. 그러나 엘리자베스와 경쟁하던 동료 의사 브렛은 엘리자베스의 언니 애비에게 엘리자베스가 일전에 심폐소생술 거부 서류를 제출했다고 고지하며 생명 유지 장치를 떼어내는 것에 동의하는 서명을 요구하는데...

## 출연진
- 리스 위더스푼 - 엘리자베스 매스터슨 역
- 마크 러펄로 - 데이비드 애벗 역
- 디나 스파이비 - 애비 역: 언니.
- 도널 로그 - 잭 역: 심리 치료사. 애비가 대학 시절 교제한 전 남자친구.
- 벤 솅크먼 - 브렛 러시턴 의사 역
- 이바나 밀리체비치 - 카트리나 역
- 캐럴라인 에런 - 그레이스 역
- 로절린드 차오 - 프랜 로 역: 멘토.
- 론 캐나다 - 월시 역
- 윌리 가슨 - 수석 웨이터 역
- 존 히더 - 대릴 역: 심령술사 겸 서점 직원.

## 기타 제작진
- 보조 제작: 버로니카 브룩스

## 우리말 녹음
SBS 성우진
- 김서영 - 엘리자베스(리스 위더스푼)
- 김영선 - 데이비드(마크 러펄로)
- 최한 - 잭(도널 로그)
- 임은정 - 애비(디나 스파이비)
- 송준석 - 데릴(존 히더)
- 홍승섭 - 브렛(벤 솅크먼)
- 윤여진 - 카트리나(이바나 밀리체비치)
- 최옥희 - 그레이스(캐럴라인 에런)

## 같이 보기
- 솔메이트
- 싸우자 귀신아 (드라마)